# グッド・ヴァイブス
『グッド・ヴァイブス』（Good Vibes）は、アメリカ合衆国のジャズ・ヴィブラフォン奏者ゲイリー・バートンが1970年に発表したスタジオ・アルバム。

## 背景
アトランティック・レコード移籍後としては2作目に当たる。プロデューサーの提案により、R&B系のミュージシャンと共演した作品で、バートンは後年「普段のスタイルから離れた、とてもいい機会だった」「結果的にやり甲斐のあるプロジェクトとなった」とコメントしている。ただし、「ヴィブラフィンガー」と「ラス・ヴェガス・タンゴ」は、バートンのレギュラー・グループによる演奏である。

## 評価
Ken Drydenはオールミュージックにおいて5点満点中2.5点を付け「1960年代後半を通じて、ゲイリー・バートンの音楽性は、極めてロックに傾倒していた。しかし、"Vibrafinger"など、電子楽器が優位で冗長な曲は、彼が当時残した多くの録音と比べて、古臭く不満が残る」と評している。また、ステュアート・ニコルソンは『ジャズワイズ』誌のレビューで5点満点中3点を付け「ビクター時代の音楽性とも、当時のバートンの指向とも大きくかけ離れている」「大編成のグループによる、分厚い質感とグルーヴに満ちた音楽で、よりロック/ファンクの領域に向かっている」と評している。

## 収録曲
特記なき楽曲はゲイリー・バートン作。
1. ヴィブラフィンガー - "Vibrafinger" - 6:38
2. ラス・ヴェガス・タンゴ - "Las Vegas Tango" (Gil Evans) - 6:31
3. ボストン・マラソン - "Boston Marathon" - 7:22
4. ペイン・イン・マイ・ハート - "Pain in My Heart" (Naomi Neville) - 4:47
5. リロイ・ザ・マジシャン - "Leroy the Magician" - 6:13
6. アイ・ネヴァー・ラヴド・ア・マン（ザ・ウェイ・アイ・ラヴ・ユー） - "I Never Loved a Man (The Way I Love You)" (Ronnie Shannon) - 5:13

## 参加ミュージシャン
- ゲイリー・バートン - ヴィブラフォン、エレクトリック・ヴィブラフォン
- サム・ブラウン - ギター(on #1, #2)
- エリック・ゲイル、ジェリー・ハーン（英語版） - ギター(on #3, #4, #5, #6)
- リチャード・ティー - ピアノ、エレクトリックピアノ(on #3, #4, #5, #6)
- スティーヴ・スワロウ - ベース、エレクトリックベース(on #1, #2)
- チャック・レイニー - エレクトリックベース(on #3, #4, #5, #6)
- ビル・ラヴォルグナ - ドラムス、パーカッション(on #1, #2)
- バーナード・パーディ - ドラムス、パーカッション(on #3, #4, #5, #6)